# ANZ Tasmanian International 2001
ANZ Tasmanian International 2001 — жіночий тенісний турнір, що проходив на відкритих кортах з твердим покриттям Міжнародного тенісного центру Гобарта в Гобарті (Австралія). Належав до турнірів 5-ї категорії в рамках Туру WTA 2001. Турнір відбувся увосьме і тривав з 7 до 13 січня 2001 року. Несіяна Ріта Гранде здобула титул в одиночному розряді й отримала 16 тис. доларів США.

## Фінальна частина

### Одиночний розряд
Ріта Гранде —  Дженніфер Гопкінс 0–6, 6–3, 6–3
- Для Гранде це був 2-й титул за сезон і 5-й — за кар'єру.

### Парний розряд
Кара Блек /  Олена Лиховцева —  Руксандра Драгомір /  Вірхінія Руано Паскуаль 6–4, 6–1
- Для Блек це був 1-й титул за рік і 2-й - за кар'єру. Для Лиховцевої це був 1-й титул за рік і 10-й — за кар'єру.

## Учасниці

### Сіяні учасниці
| Країна   | Гравчиня           | Рейтинг1 | Сіяна |
| -------- | ------------------ | -------- | ----- |
| США      | Емі Фрейзер        | 20       | 1     |
| Росія    | Олена Лиховцева    | 21       | 2     |
| США      | Крістіна Бранді    | 27       | 3     |
| Франція  | Анн-Гель Сідо      | 35       | 4     |
| Зімбабве | Кара Блек          | 41       | 5     |
| Румунія  | Руксандра Драгомір | 44       | 6     |
| Ізраїль  | Анна Смашнова      | 46       | 7     |
| Франція  | Сара Пітковскі     | 65       | 8     |

- Рейтинг подано станом на 1 січня 2001.

### Інші учасниці
Нижче наведено учасниць, які отримали вайлдкард на участь в основній сітці:
- Рейчел Макквіллан
- Ліза Макші

Нижче наведено гравчинь, які пробились в основну сітку через стадію кваліфікації:
- Обата Саорі
- Катарина Среботнік
- Стефані Форец
- Анабель Медіна Гаррігес